# Cade Fairchild
Cade Fairchild, född 15 januari 1989, är en amerikansk professionell ishockeyspelare som spelar för St. Louis Blues i NHL.
Han draftades i fjärde rundan i 2007 års draft av St. Louis Blues som 96:e spelare totalt.